# Chanaresuchus
Chanaresuchus is een geslacht van uitgestorven proterochampside archosauriformen. Het was van bescheiden formaat voor een proterochampside, met een gemiddelde lengte van iets meer dan een meter. Fossielen zijn bekend uit het Midden- en Laat-Trias van de provincie La Rioja, Argentinië en Rio Grande do Sul (Geoparque Paleorrota), Brazilië.

## Naamgeving
De typesoort en de enige momenteel bekende soort is Chanaresuchus bonapartei, genoemd naar de Chañares-formatie uit het Ladinien in 1971. Het holotype is UNLR 07, gevonden in 1964. De tweede soort Chanaresuchus ischigualastensis, benoemd in 2012 uit het Laat-Carnien van de Ischigualasto-formatie, werd kort toegewezen aan Chanaresuchus alvorens te worden verplaatst naar zijn eigen geslacht Pseudochampsa in 2014. Chanaresuchus bonapartei is onlangs ook gevonden in de Santa Maria-formatie uit het Carnien van Brazilië. Chanaresuchus lijkt een van de meest voorkomende archosauriformen uit de Chanares-formatie te zijn gezien de overvloed aan exemplaren die aan het geslacht worden toegewezen. Veel van het materiaal is gevonden tijdens de La Plata-Harvard expeditie van 1964-1965. Chanaresuchus werd oorspronkelijk ingedeeld in de familie Proterochampsidae, hoewel het in recentere studies in de familie Rhadinosuchidae is geplaatst (beide families behoren tot de grotere groep Proterochampsia).

## Beschrijving
Chanaresuchus heeft een lage, langwerpige schedel die kenmerkend is voor proterochampsiden. De schedel is vrij breed aan de achterkant met een smalle snuit, variërend in lengte van ongeveer 165 millimeter tot 260 millimeter bij de grootste individuen. De neusgaten zijn spleetachtig en bevinden zich een vrij grote afstand van de punt van het rostrum, verder op de schedel. De premaxilla is licht naar beneden gebogen. Het schedeldak is uitzonderlijk sterk geornamenteerd bij grotere exemplaren, met goed gevormde dermale botten. Het verhemelte van Chanaresuchus heeft twee langwerpige choanae. Twee kleine openingen vóór de choanae kunnen voorste foramina palatina zijn, gebruikt als toegang tot vomeronasale organen. Het secundaire verhemelte gevormd tussen deze twee paar openingen kan een aanpassing zijn geweest om onder water door de snuit te ademen.
In tegenstelling tot andere proterochampsiden en vroege archosauriërs had Chanaresuchus weinig bepantsering. De enige gevonden osteodermen zijn klein en schubachtig en vormen een enkele rij langs de rug. Ze lopen van de nek naar de heup en eindigen bij de laatste presacrale wervel. Ze lopen hoogstwaarschijnlijk door over de staart, hoewel staartosteodermen bij geen enkel exemplaar bewaard zijn gebleven. Er zijn ongeveer drie osteodermen die over elke wervel liggen.
De voet van Chanaresuchus verschilt van andere verwante archosauriërs doordat de binnenste, eerste, tenen verkleind zijn, terwijl andere basale archosauriërs een meer symmetrisch patroon behouden. De eerste teen is gereduceerd maar robuust, de tweede teen is de dikste en de derde teen is de langste, hoewel enigszins slank in vergelijking met de andere. De vierde teen is erg slank en de vijfde digitus bestaat alleen uit een middenvoetspoor zonder teen.

## Paleobiologie
Een semiaquatische levensstijl vergelijkbaar met phytosauriërs en moderne krokodilachtigen is voorgesteld voor Chanaresuchus, zoals wordt gesuggereerd door het secundaire verhemelte en naar boven gerichte oogkassen en neusgaten. Er zijn echter aanwijzingen, zoals het ontbreken van aquatische amfibieën in de Chañares-formatie, die aanduiden dat het gebied relatief droog was tijdens de tijd van afzetting. Een landbewonende levensstijl is mogelijk voor het geslacht, aangezien extreme verschillen in de grootte van de voorpoten ten opzichte van de achterpoten in vergelijking met andere thecodonten als een kenmerk van bipedalisme kunnen worden beschouwd. Dit is echter hoogstwaarschijnlijk niet het geval voor Chanaresuchus, en het bewijs blijft nog steeds in het voordeel van een semi-aquatisch dier.
De afzettingsomgeving van de vindplaats waaruit exemplaren van Chanaresuchus zijn gevonden, bevond zich in de nabijheid van een gebied met hoge vulkanische activiteit, omdat het zich in een actief spleetbekken bevond. Er wordt gedacht dat alle teruggevonden exemplaren waren gestorven in een enkele gebeurtenis van massale sterfte en mogelijk begraven zijn op een rivierstrand. De sterfte veroorzakende gebeurtenis was hoogstwaarschijnlijk gekoppeld aan regionale vulkanische activiteit.
De plaats waar exemplaren van Chanaresuchus bonapartei zijn gevonden, staat bekend om zijn overvloed aan tetrapoden. Therapsida omvatten de dicynodont Dinodontosaurus en cynodonten als Probainognathus en Massetognathus, waarbij de laatste het meest voorkomende taxon van de vindplaats is. De meest voorkomende groep tetrapoden in de formatie zijn echter de archosauriërs. Ornithodira omvatten Lewisuchus, Lagerpeton, Marasuchus en Pseudolagosuchus. Andere archosauriërs zijn Gracilisuchus en Luperosuchus. Een andere proterochampside, die in 1971 naast Chanaresuchus werd benoemd, is Gualosuchus. Deze lijkt qua uiterlijk sterk op Chanaresuchus, alleen verschillend in grootte en schedelproporties.